# Нидервайлер (Хунсрюк)
Нидервайлер (нем. Niederweiler) — община в Германии, в земле Рейнланд-Пфальц.
Входит в состав района Рейн-Хунсрюк. Подчиняется управлению Кирхберг. Население составляет 381 человек (на 31 декабря 2010 года). Занимает площадь 4,81 км².